# 峴港橡膠
峴港橡膠股份有限公司為越南國營的輪胎製造商，成立於1975年12月，前身為越戰時期美軍所屬的輪胎翻新廠。總公司設於峴港市五行山郡閨美坊，主要產品為自行車、機車、卡車、農業機械、建築車輛、採礦車等機動車輛之內胎、外胎、襯帶等。

## 概要
該公司與北越的金星橡膠、南越的南方橡膠等二家公司合稱為越南三大國營輪胎廠，同時也是三大國營輪胎廠中外資持股最多的：越南國家化學公司（（越南文）Tập đoàn Hóa chất Việt Nam）佔50.5%、富蘭克林坦伯頓基金（（英文）Franklin Templeton Investment Funds）佔7.8%、其他外資佔35.2%、其餘投資者則為6.5%。

### 旗下關係企業
- 清溪廠：峴港市清溪郡奠邊府路354號
- 北越辦事處：河內市青春郡阮廌路104號
- 南越辦事處：胡志明市第一郡陳庭許路118B號

## 外部連結
- （越南文）峴港橡膠官方網站 （页面存档备份，存于）